# Arturo Benedetti Michelangeli
Arturo Benedetti Michelangeli (Bréscia, 5 de janeiro de 1920 – Lugano, 12 de junho de 1995) foi um pianista italiano. É tido, em conjunto com Ferruccio Busoni, como um dos grandes pianistas italianos do século XX.

## Biografia
Michelangeli começou a estudar música aos três anos de idade. Quando tinha 10 anos, entrou para o Conservatório de Milão. Aos 18 anos participa em Bruxelas de um concurso de piano pela primeira vez, e obtém o sétimo lugar. Após um ano, alcança o primeiro lugar no Concurso internacional de execução musical de Genebra (piano). Em 1949, foi escolhido como pianista oficial a tocar nos eventos que tiveram lugar em Varsóvia, onde seriam comemorados os 100 anos da morte de Chopin.
Conhecido pelo perfeccionismo, seriedade de estilo e obsessão por um piano impecavelmente regulado e afinado, Michelangeli foi um pianista de muitos recitais cancelados. Suas gravações e DVDs mostram um pouco deste artista inigualável. Destacou-se principalmente como grande intérprete de Debussy e Ravel; e em Beethoven, Chopin, Schumann e Brahms soube igualmente mostrar seu imenso talento.
Michelangeli é também conhecido por ter sido um professor de piano de elevada consideração, tendo como alunos pianistas como Lodovico Lessona, Pietro Maranca, Maurizio Pollini e Martha Argerich.
Era conhecido também por sua hipocondria, suas superstições e por passar a noite inteira acordado, estudando seu piano. Seu último recital realizou-se em Hamburgo, em 7 de maio de 1993.
Faleceu em Lugano, depois de uma crise cardíaca.